# Cừu Polwarth
Polwarth là một giống cừu được phát triển ở Victoria (Úc) vào năm 1880. Chúng có một phần tư gene cừu Lincoln và ba phần tư gene của cừu Merino. Giống cừu này chủ yếu là những con cừu lớn không có sừng với lông dài, mềm, khá mịn và tạo ra thịt thăn tốt. Chúng được phát triển với nỗ lực để mở rộng lãnh thổ chăn thả gia súc của cừu vì cừu Merino đã tỏ ra thiếu sức chịu đựng trong khía cạnh này. Đây là giống cừu với mục đích kép (lấy thịt và lông) và nhấn mạnh lớn về sản xuất len. Richard Dennis, người vùng Tarndwarncoort ở phía tây nam bang Victoria, nuôi cừu Polwarth, và giống này đầu tiên được gọi là Dennis Comebacks. Hậu duệ của Richards Dennis tiếp tục lấy lông cừu Polwarth ở Tarndwarncoort, duy trì giống cừu Polwarth gốc trong một đàn được gọi là "Blue Dots".

## Len
Lông cừu Polwarth nổi tiếng trong các loại lông cừu. Chiều dài cơ bản của lông cừu giống này dài hơn, lên đến 130mm, giúp dễ dàng cho việc di chuyển và xe sợi. Sợi Millspun được làm hoàn toàn bằng lông cừu Polwarth có bán trên thị trường.
Cừu Polwarth được khởi đầu bằng lông trắng; tuy nhiên, các màu lông đen, nâu, xám tự nhiên đã mở rộng sự phổ biến của lông cừu Polwarth cho nghề thủ công.

## Đặc điểm
Cừu cái trưởng thành nặng từ 50 đến 60 kg (110 đến 130 lb) và cừu đực trưởng thành nặng từ 66 đến 80 kg (146 đến 176 lb). Các con cừu cái giống này là những bà mẹ cừu tuyệt vời, sản xuất thịt cừu có thân thịt nạc tốt. Quần thể cừu có năng suất cao cho cừu có trọng lượng trung bình từ 6 đến 7 kg, với đường kính sợi lông từ 23 đến 25 micron (58–60s).